# Джеррі Спінеллі
Джеррі Спінеллі (англ. Jerry Spinelli; нар. 1 лютого 1949 року) – американський письменник, твори якого належать до підліткової та юнацької літератури.

## Життєпис
Народився в Норрістауні. У віці шістнадцяти років його любов до спорту надихнула написати вірш про недавню футбольну перемогу. Цей перший твір його батько опублікував у місцевій газеті з відома сина. Саме тоді Спінеллі зрозумів, що він не стане шортстопом у вищій бейсбольній лізі, і вирішив стати істориком.
У Геттісберзькому коледжі Спінеллі написав кілька оповідань і був редактором літературного журналу, що видавався в колдеджі – The Mercury. Після закінчення університету, він став письменником та редактором крамничного журналу. Наступні два десятиліття, він провів, працюючи на «нормальній роботі» протягом дня так, щоб у вільний час він міг писати художню літературу. Так, він писав під час перерв на обід, у вихідні та в післяобідній час.
Його перші романи, написані для дорослих, було відхилено. Його п'ятий роман був також призначений для дорослих, але став його першою дитячою книгою. Цей твір, «Space Station Seventh Grade» (англ. Космічна станція сьомого класу), був опублікований 1982 року.
Спінеллі закінчив Геттісберзький коледж 1963 року й наступного року отримав ступінь магістра в Університеті Джонса Гопкінса. 1977 року одружився з Ейлін Месі, що теж писала книги для дітей. Приблизно з 1980 року, як Ейлін Спінеллі, вона співпрацювала з ілюстраторами, щоб створити десятки ілюстрованих видань. У них шестеро дітей і 21 онук.
Зараз мешкає у Фініксвілі, штат Пенсильванія.